# لندفورد
لندفورد (به انگلیسی: Landford) یک روستا و محله مدنی در بریتانیا است که در Wiltshire واقع شده‌است. لندفورد ۱٬۲۷۱ نفر جمعیت دارد.